# Огияка
Огияка (яп. 宇喜也嘉, также известна как Укияка и Усиидун; 1445–1505) — королева государства Рюкю с 1469 года до своей смерти. Она вышла замуж за Сё Эна до того, как он стал королём, и была регентшей в первые годы правления Сё Сина. Во время своего правления Огияка управляла строительством храма Энкаку-дзи и мавзолея Тамаудун, а также расширением храма Согэн-дзи.
Огияка умерла в 1505 году в возрасте 61 года и была похоронена в Тамаудуне. Истории о «королеве-матери» существовали вплоть до 1540-х годов.